# Lago Nõuni
O Lago Nõuni é um lago na freguesia de Otepää, condado de Valga, na Estónia.
A área do lago é de 83.4 ha (206 acres) e a sua profundidade máxima é de 14.7 m (48 ft).